# La Wally
La Wally ist eine Oper (italienische Originalbezeichnung: „Dramma lirico“) in vier Akten von Alfredo Catalani auf ein Libretto von  Luigi Illica nach dem Roman Die Geier-Wally von Wilhelmine von Hillern. Sie wurde am 20. Januar 1892 im Teatro alla Scala in Mailand uraufgeführt.

## Handlung

### Erster Akt
Zu Ehren des 70. Geburtstags des Großgrundbesitzers Stromminger wird in Hochstoff im Ötztal ein Schützenfest gefeiert. Als der Jäger Hagenbach aus dem Nachbarort Sölden, der mit Hochstoff rivalisiert, kommt und sich brüstet, einen Bären erlegt zu haben, bricht Stromminger einen Streit mit ihm vom Zaun. Die Streitenden werden getrennt, doch Strommingers Verwalter Gellner berichtet seinem Herrn, dass dessen Tochter Wally in Hagenbach verliebt sei. Daraufhin befiehlt Stromminger seiner Tochter, Gellner zu heiraten. Diese weigert sich jedoch standhaft und verlässt ihren Vater, um in eine Berghütte zu ziehen (berühmte Arie der Wally: Ebben? Ne andrò lontana).

### Zweiter Akt
Ein Jahr später hat Wally das ganze Vermögen ihres Vaters geerbt. Beim Fronleichnamsfest in Sölden trifft sie auf Hagenbach, der ihr wegen einer Wette einen Kuss raubt, sich aber nicht weiter um sie kümmert. Wally sinnt auf Rache für diese Demütigung und verlangt von Gellner, Hagenbach zu töten.

### Dritter Akt
Am selben Abend folgt Hagenbach Wally auf dem Heimweg nach Hochstoff, doch Gellner lauert ihm auf und stürzt ihn in die Schlucht. Als Wally dies erfährt, erschrickt sie und eilt selber in die Schlucht, um den Verletzten zu retten.

### Vierter Akt
Wally hat sich wieder in ihre Berghütte auf dem Murzoll zurückgezogen. Hagenbach erscheint und erklärt Wally, dass er sie immer noch liebe. Er will auch nicht davon ablassen, als Wally ihm gesteht, dass sie ihn umbringen lassen wollte. Die beiden steigen ins Tal hinab, doch Hagenbach wird von einer Lawine in die Tiefe gerissen. Voller Verzweiflung stürzt sich Wally ebenfalls in den Tod.

## Instrumentation
Die Orchesterbesetzung der Oper enthält die folgenden Instrumente:
- Holzbläser: Piccoloflöte, zwei Flöten, zwei Oboen, Englischhorn, zwei Klarinetten, Bassklarinette, zwei Fagotte
- Blechbläser: vier Hörner, drei Trompeten, drei Posaunen, Basstuba
- Pauken, Schlagzeug: Große Trommel, Kleine Trommel, Becken, Triangel, Tamburin, Tamtam
- Harfe
- Streicher
- Bühnenmusik: sechs Hörner (oder kleine Bombardons oder Flügelhörner), zwei Trompeten, Tamtam, Glocken, Orgel

## Werkgeschichte
Die Uraufführung der Oper, mit der rumänischen Sopranistin Hariclea Darclée in der Titelrolle, fand am 20. Januar 1892 am Teatro alla Scala in Mailand statt. Des Weiteren sangen Ettore Brancaleoni (Stromminger), Virginia Guerrini (Afra), Adelina Stehle-Garbin (Walter), Emanuele Suagnez (Giuseppe Hagenbach), Arturo Pessina (Vincenzo Gellner) und Pietro Cesari (Bote von Schnals). Die musikalische Leitung lag in Händen von Edoardo Mascheroni, und das Bühnenbild stammte von Adolfo Hohenstein.
Der Dirigent Arturo Toscanini, der im September 1892 die zweite Inszenierung von La Wally in Lucca leitete, schätzte Catalani und seine Oper so sehr, dass er seine Tochter nach der Hauptfigur „Wally“ nannte. Gustav Mahler, Dirigent der deutschen Erstaufführung der Oper am 16. Februar 1893 in Hamburg, hielt Catalanis Werk für „die beste italienische Oper“. Zu bekannten Inszenierungen der Oper zählt Werner Schroeters Einstudierung am Bremer Theater im Jahr 1985. Die Oper steht heute im deutschsprachigen Raum jedoch nur noch selten auf dem Spielplan der Bühnen, so etwa in Innsbruck 2012, im Landestheater Niederbayern 2016/2017, in der Volksoper Wien 2017 oder im Theater an der Wien 2021.
Sehr bekannt ist allerdings die Arie der Wally Ebben? Ne andrò lontana, die Catalani ursprünglich 1878 als Chanson Groënlandaise komponiert hatte und dann in die Oper aufnahm. Sie gilt in Fachkreisen als gesanglich anspruchsvoll und stark ausdrucksfordernd. Sie ist auf zahlreichen Alben bekannter Opernsängerinnen wie Maria Callas als Solowerk zu hören. Populär wurde sie als zentrales Element in der Handlung (sowie im Soundtrack) des Spielfilms Diva von Jean-Jacques Beineix, gesungen von Wilhelmenia Fernandez. Houchang Allahyari hat sie in seinem Spielfilm Der letzte Tanz ebenfalls verwendet.

## Aufnahmen
- 1953: Carlo Maria Giulini (Dir.); Orchestra e Coro del Teatro alla Scala di Milano; Renata Tebaldi (W.); Giorgio Tozzi (Str.); Giangiacomo Guelfi (G.); Mario Del Monaco (Hag); Jolanda Giardino (Af.); Renata Scotto (Wlt.). (IDIS). Live-Aufnahme aus der Scala.
- 1960: Arturo Basile (Dir.); Orchestra Sinfonica e Coro della RAI; Renata Tebaldi (W.); Silvio Majonica (Str.); Dino Dondi (Ge.); Giacinto Pradelli (Hag). (Hommage)
- 1968: Fausto Cleva (Dir.); Coro Lirico di Torino, Orchestre National de l’Opéra de Monte Carlo; Renata Tebaldi (W.); Justino Diaz (Str.); Piero Cappuccilli (Ge.); Mario del Monaco (Hag.). (Decca)
- 1989: Pinchas Steinberg (Dir.); Chor des Bayerischen Rundfunks, Münchner Rundfunkorchester; Éva Marton (Wal.); Francesco Ellero d’Artegna (Str.); Alan Titus (Ge.); Francisco Araiza (Hag.). (Eurodisc)